# Liste de théâtres et amphithéâtres romains en Algérie
Cette liste non exhaustive recense les théâtres et amphithéâtres découverts en Algérie et qui ont été construits pendant la période de règne de l'empire romain. Ces édifices sont situés dans des sites inscrits sur la Liste du patrimoine mondial en Algérie.

## Théâtres

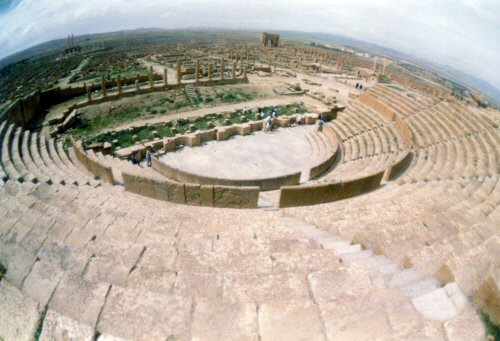
Théâtre de Timgad

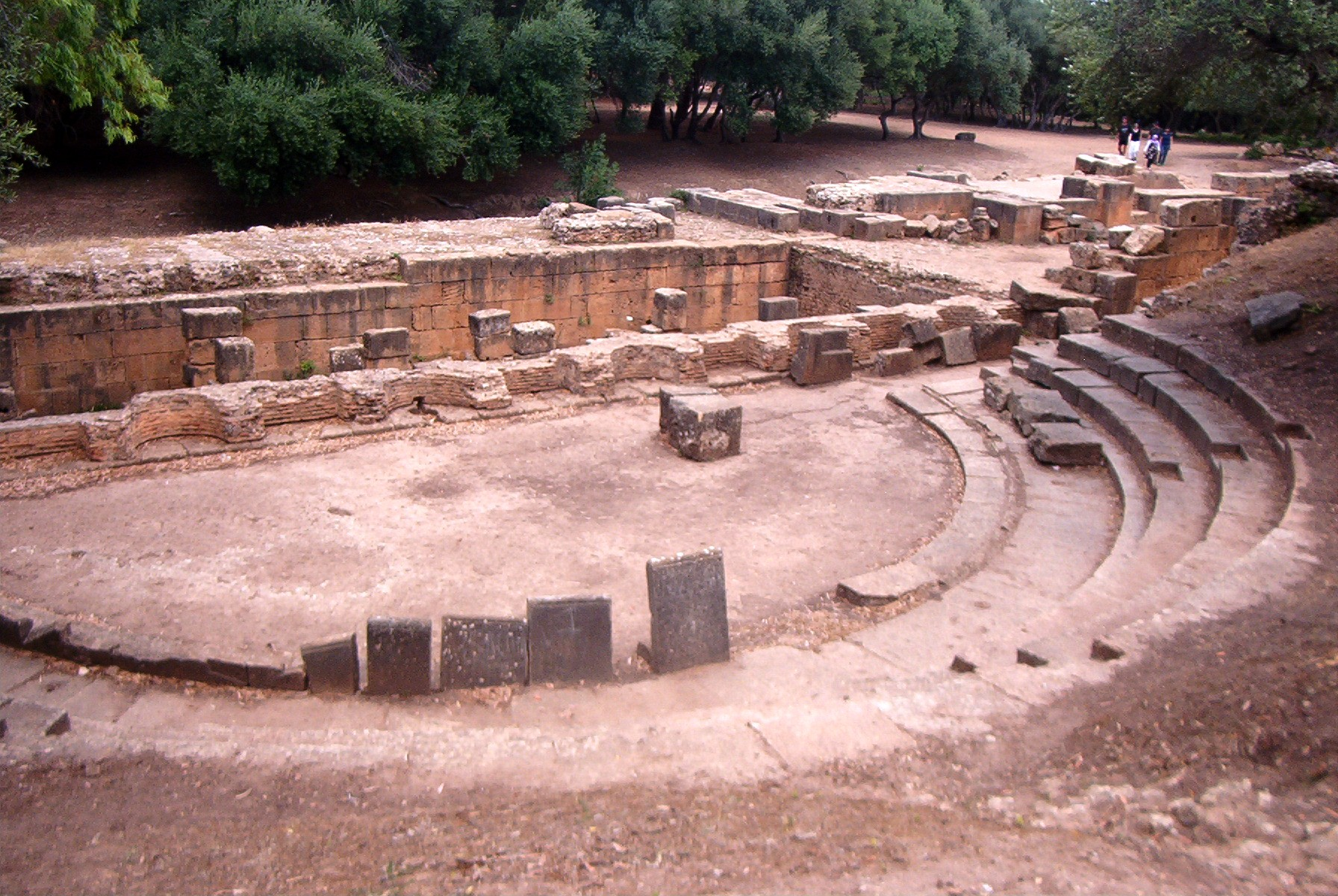
Restes du théâtre romain de Tipasa de Maurétanie

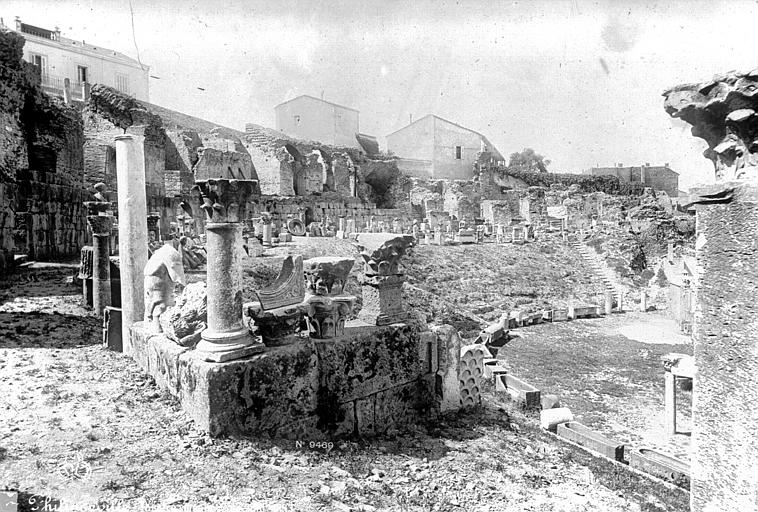
Théâtre romain de Skikda

- Djemila (anc. Cuicul) 36° 19′ 14″ N, 5° 44′ 16″ E

.

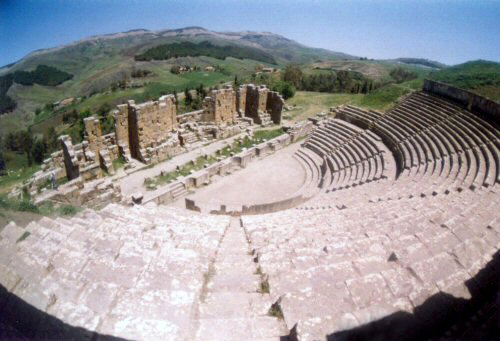
Théâtre de Djemila

- Théâtre romain de Guelma (anc. Calama)[1] 36° 28′ 02″ N, 7° 25′ 48″ E

.

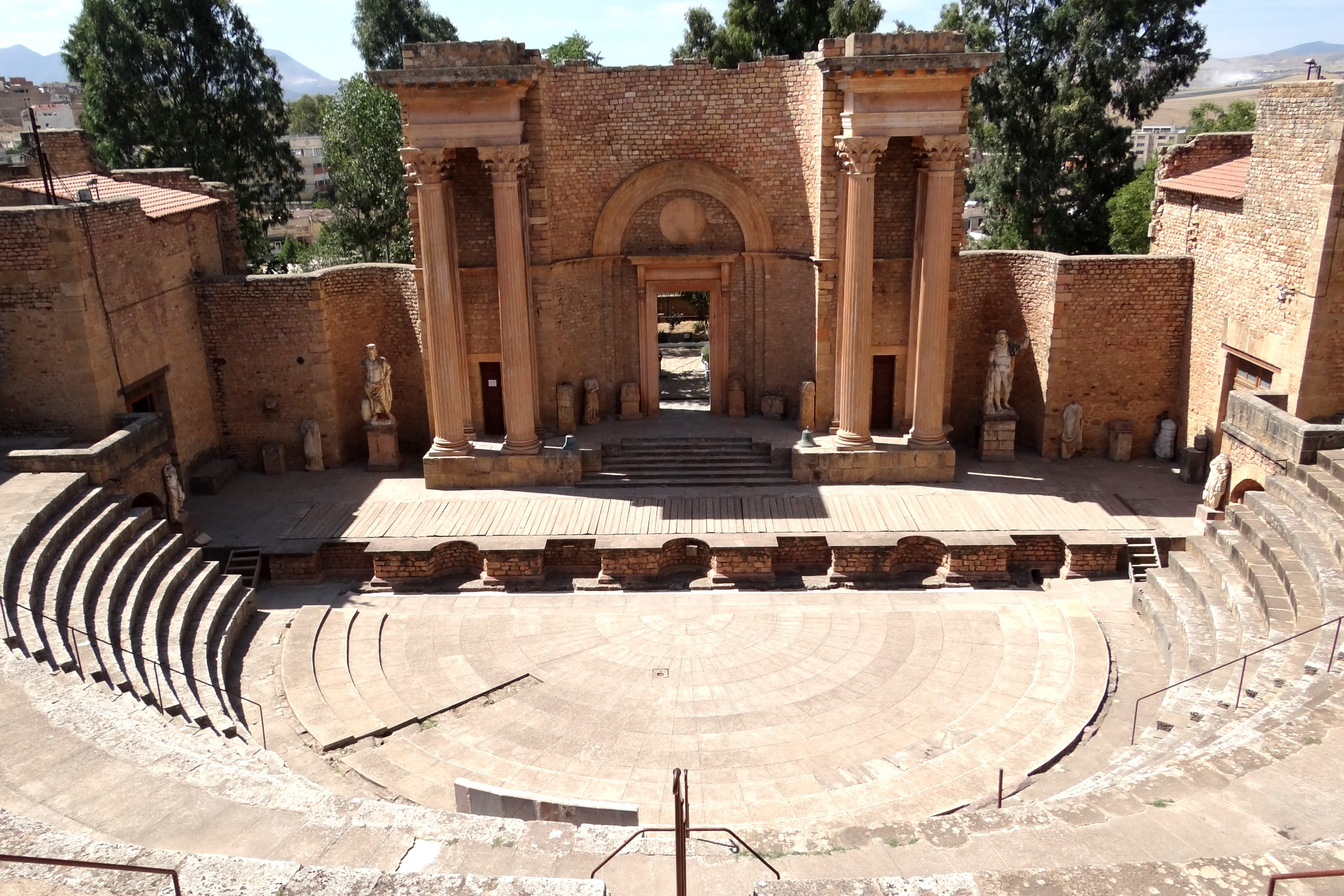
Théâtre romain de Guelma

- Annaba (anc. Hippone/Hippo Regius)[2] 36° 52′ 53″ N, 7° 44′ 48″ E

.

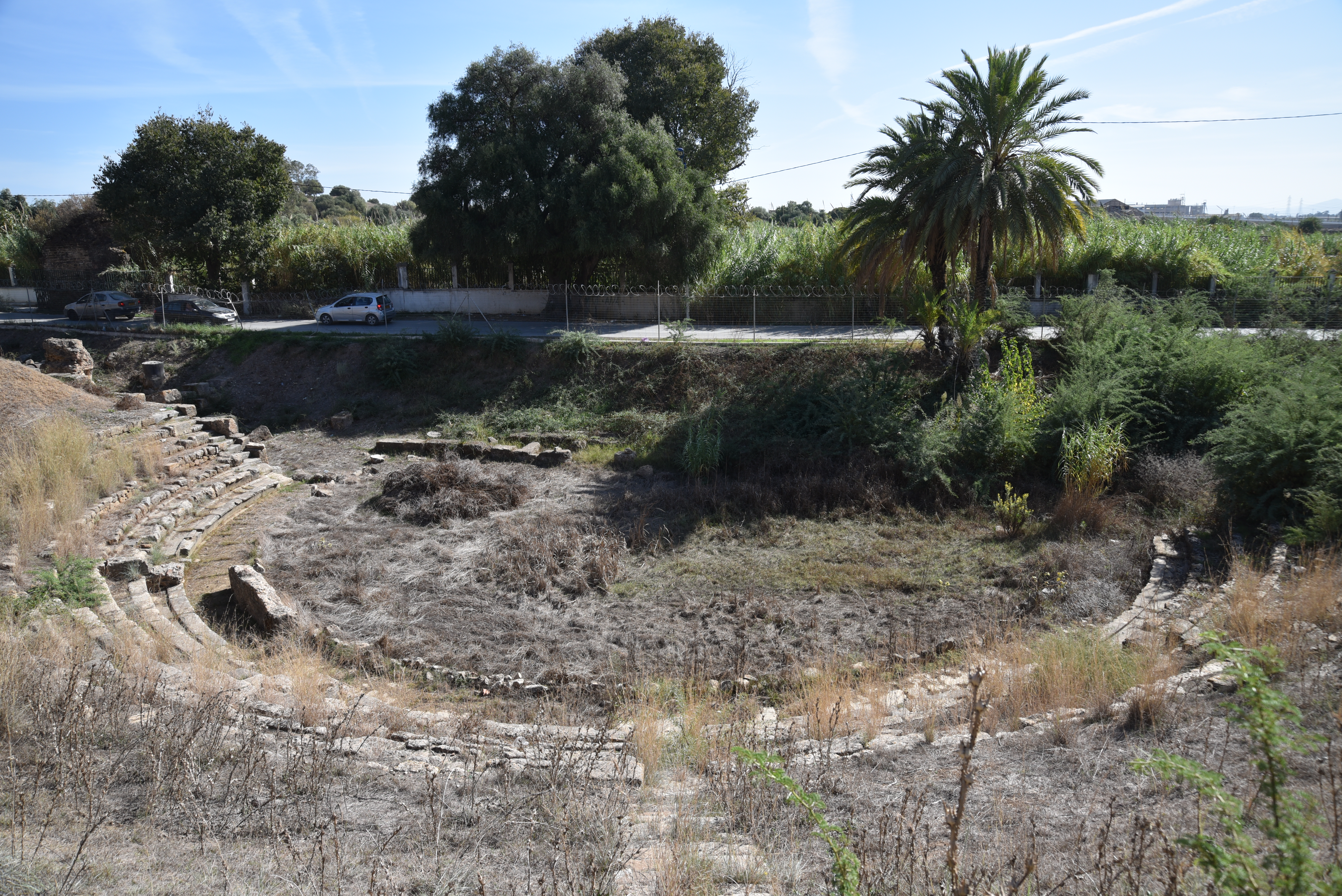
Théâtre romain d'Hippone

- Khemissa (anc. Thubursicum Numidarum)[3] 36° 11′ 37″ N, 7° 39′ 21″ E

.

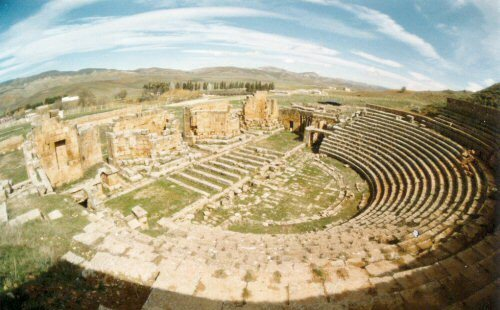
Théâtre de Khemissa à Souk Ahras

- M'daourouch (anc. Madaura)[4] 36° 04′ 40″ N, 7° 54′ 05″ E

.

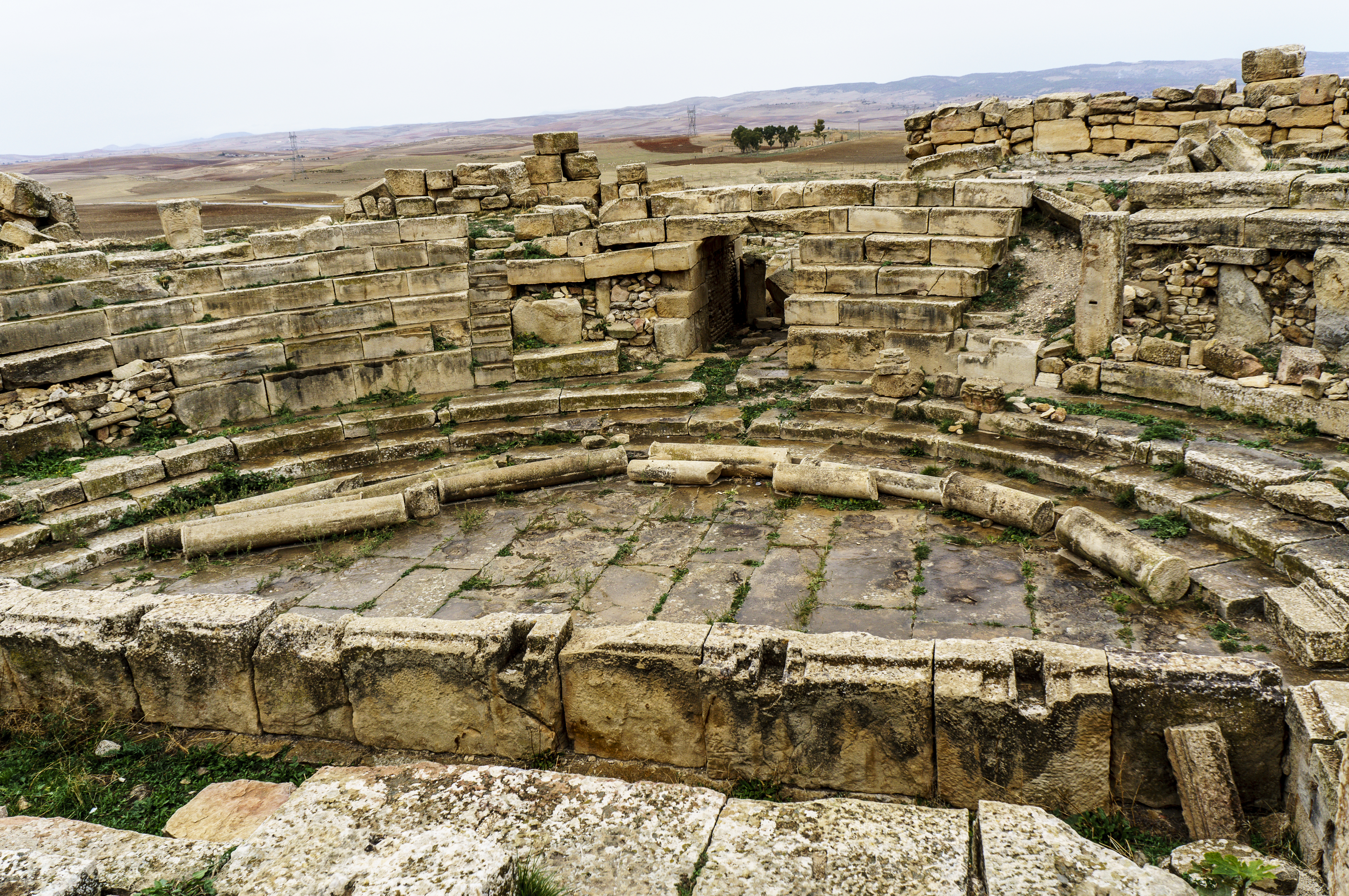
Théâtre de M'daourouch

- Timgad (anc. Thamugadi) 35° 29′ 03″ N, 6° 28′ 08″ E

.
- Tipaza (anc. Tipasa)[5] 36° 35′ 34″ N, 2° 26′ 30″ E

.
- Skikda (anc. Rusicade) 36° 52′ 47″ N, 6° 54′ 19″ E

.

## Amphithéâtres

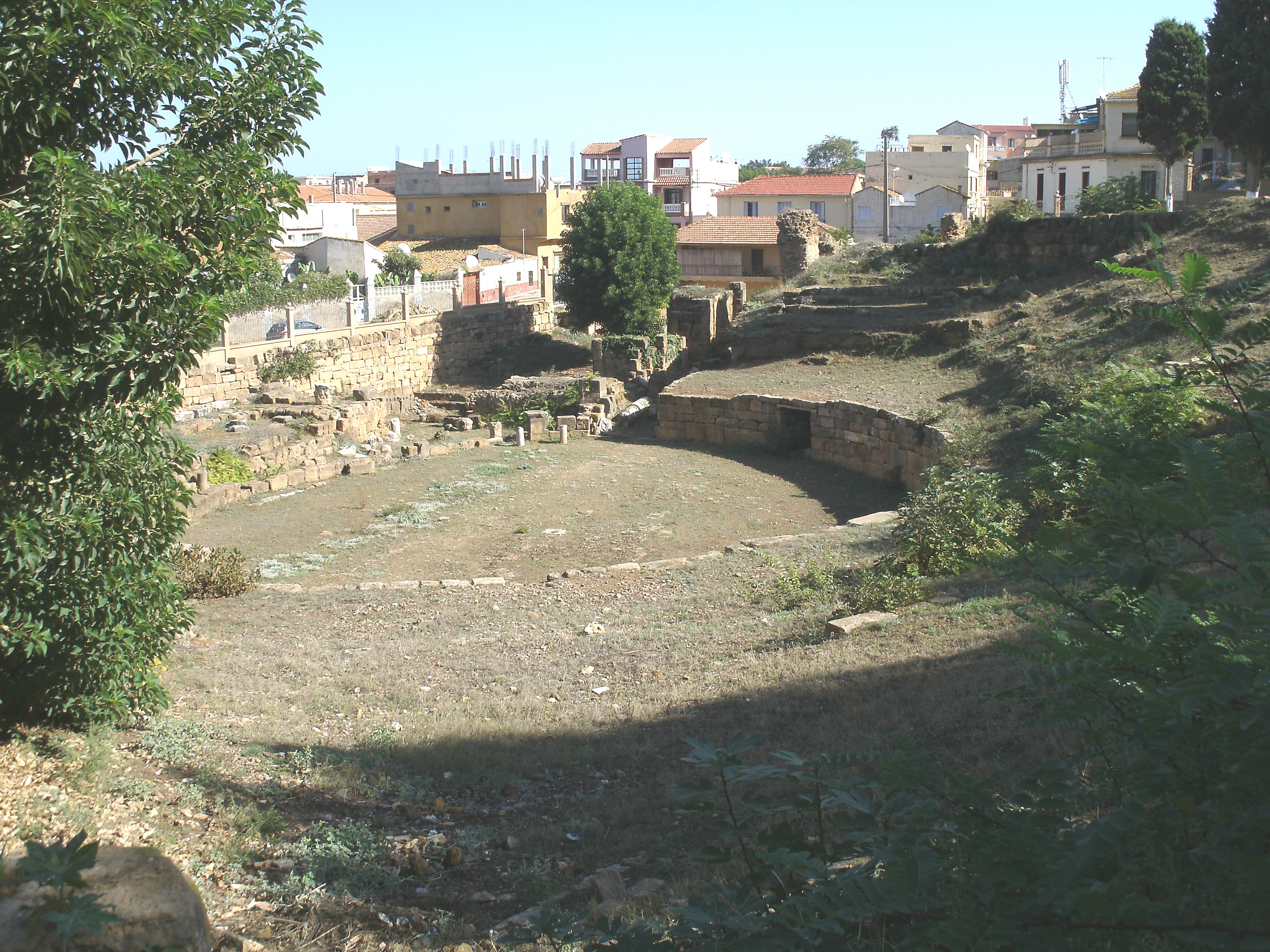
Amphithéâtre de Cherchell

- Tazoult (anc. Lambaesis) [6]

35° 29′ 21″ N, 6° 15′ 36″ E
- Cherchell (anc. Césarée de Maurétanie) [7]

36° 36′ 31″ N, 2° 11′ 56″ E
.
- Tébessa (anc. Theveste)[8]

35° 24′ 04″ N, 8° 07′ 26″ E
- Tipaza (anc. Tipasa de Maurétanie)[9]

36° 35′ 35″ N, 2° 26′ 44″ E.